# كارلوس دومينغيز (لاعب كرة قدم)
كارلوس دومينغيز (بالإسبانية: Carlos Domínguez) هو لاعب كرة قدم فنزويلي في مركز مهاجم ‏، ولد في 1966. لعب مع نادي كاراكاس.

## وصلات خارجية
- كارلوس دومينغيز (لاعب كرة قدم) على موقع قاعدة بيانات كرة القدم.إي يو (الإنجليزية)
- كارلوس دومينغيز (لاعب كرة قدم) على موقع ناشيونال فوتبول تيمز (الإنجليزية)